# Arco di Sisto V
L'arco di Sisto V è un monumento commemorativo situato nel rione Esquilino di Roma, realizzato nel 1585 come celebrazione del completamento dell'acquedotto Felice per volere di Sisto V, durante il primo anno del suo pontificato.
Il monumento è noto anche come arco Felice, dal nome di battesimo del papa committente, Felice Peretti oppure popolarmente chiamato arco delle pere, dalla presenza di tali frutti nell'insegna papale di Sisto V e riprodotti sulle decorazioni in travertino ai lati dei due fornici più piccoli.

## Storia
L'arco è posizionato all'incrocio delle due strade che anticamente conducevano direttamente alla basilica di Santa Maria Maggiore e alla basilica di Santa Maria degli Angeli. L'arco è edificato a pochissima distanza da porta San Lorenzo ed è organicamente inserito nell'acquedotto Felice che nella sua sezione terminale si sovrappone alle mura Aureliane. L'acquedotto fu voluto da papa Gregorio XIII per le esigenze delle moltitudini di pellegrini che avrebbero invaso la città per il giubileo del 1575. L'opera idrica fu terminata sotto il pontificato di papa Felice Peretti, da cui prende il nome, che per l'occasione volle celebrare il completamento dell'acquedotto con un grande arco, progettato dall'architetto Giovanni Fontana e inaugurato nel 1585.

## Descrizione

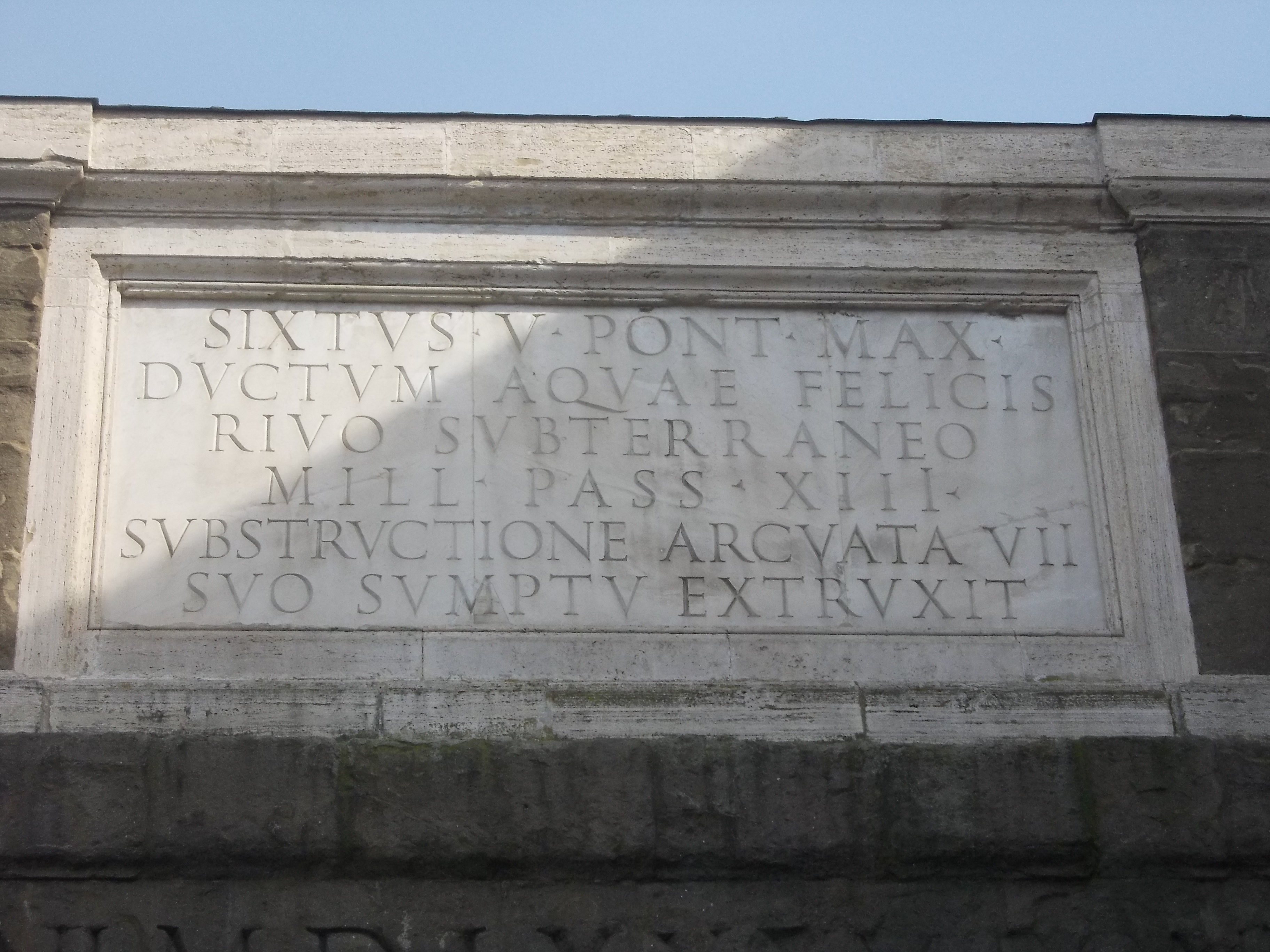
La targa sovrastante l'arco, rivolta verso piazzale Sisto V

L'arco è strutturato come un vero e proprio arco di trionfo a tre fornici di cui quello centrale più ampio. Il monumento è realizzato in peperino, la pietra comunemente utilizzata per molte opere dell'epoca a Roma, arricchito con decorazioni in travertino.
Sull'attico prospiciente via di Porta San Lorenzo campeggia una targa commemorativa che reca l'iscrizione:
(Arco di Sisto V, iscrizione sull'attico sud est)
Sulla facciata dell'arco rivolta verso piazzale Sisto V, una targa apposta sull'attico riporta l'incisione:
(Arco di Sisto V, iscrizione sull'attico nord ovest)
Il termine "MILL PASS" è l'abbreviazione di milia passuum, migliaia di passi, ossia un miglio romano, equivalente a circa 1482 m.
Sempre sul lato rivolto verso nord ovest, subito al di sotto dell'attico, un'iscrizione sul peperino permette di identificare l'anno di realizzazione del monumento:
(Arco di Sisto V, iscrizione Sud Est)
Analoga iscrizione doveva trovarsi anche sul lato opposto dell'arco ma oggi risulta completamente illeggibile ad eccezione delle lettere "ANN". Su entrambe le facciate spiccano i simboli di Sisto V: due stelle ai lati del fornice maggiore rivolto verso sud est, due monti stilizzati ai lati del fornice maggiore esposto verso nord ovest e una testa di leone su ciascuna delle due chiavi di volta dei fornici maggiori.
Nell'Ottocento la costruzione della stazione Termini impose lo smantellamento di parte dell'acquedotto preservando tuttavia l'arco di Sisto V che oggi appare quasi appoggiato alla parte posteriore del grande edificio della stazione.

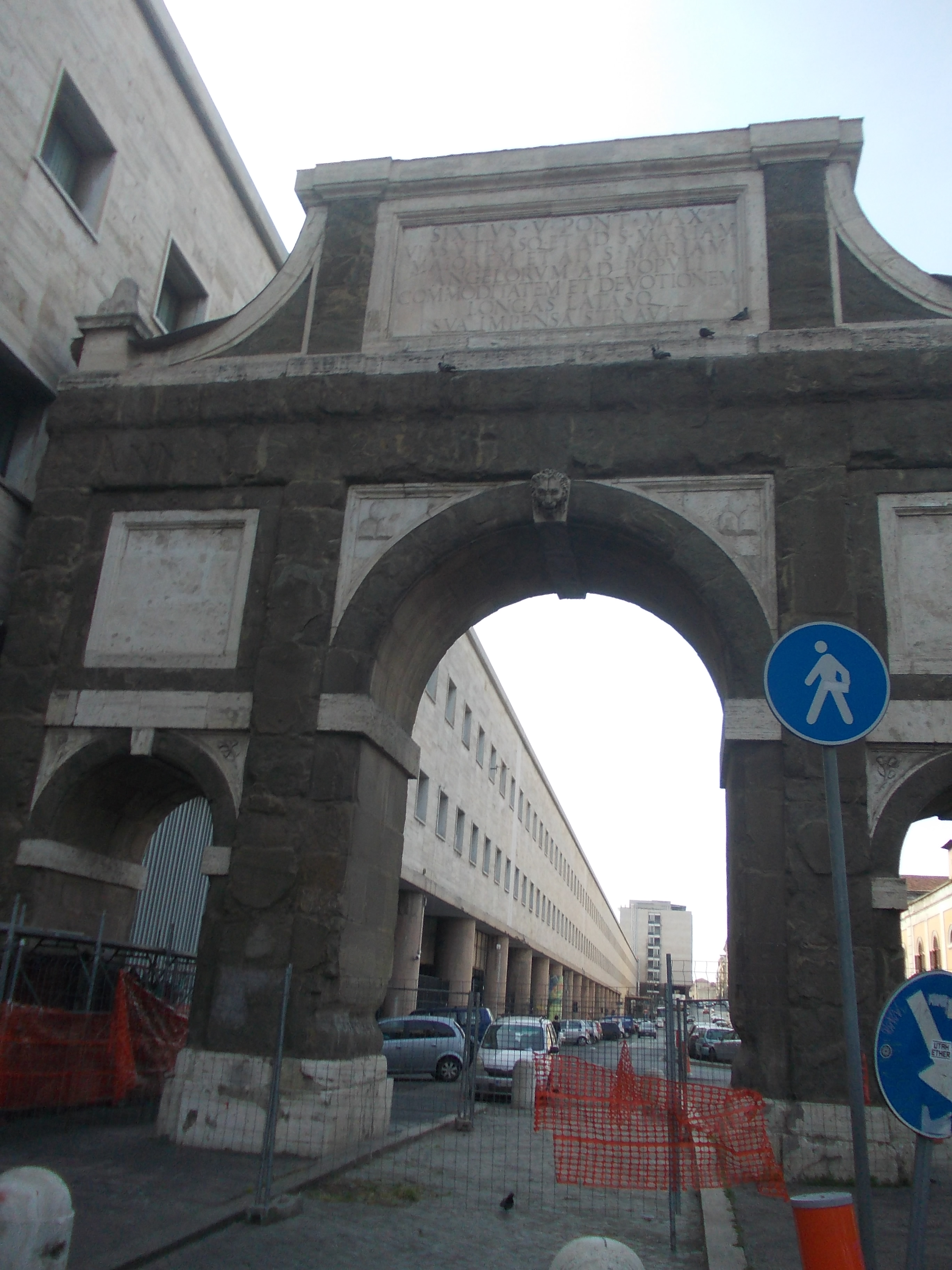
La facciata rivolta verso via di Porta San Lorenzo
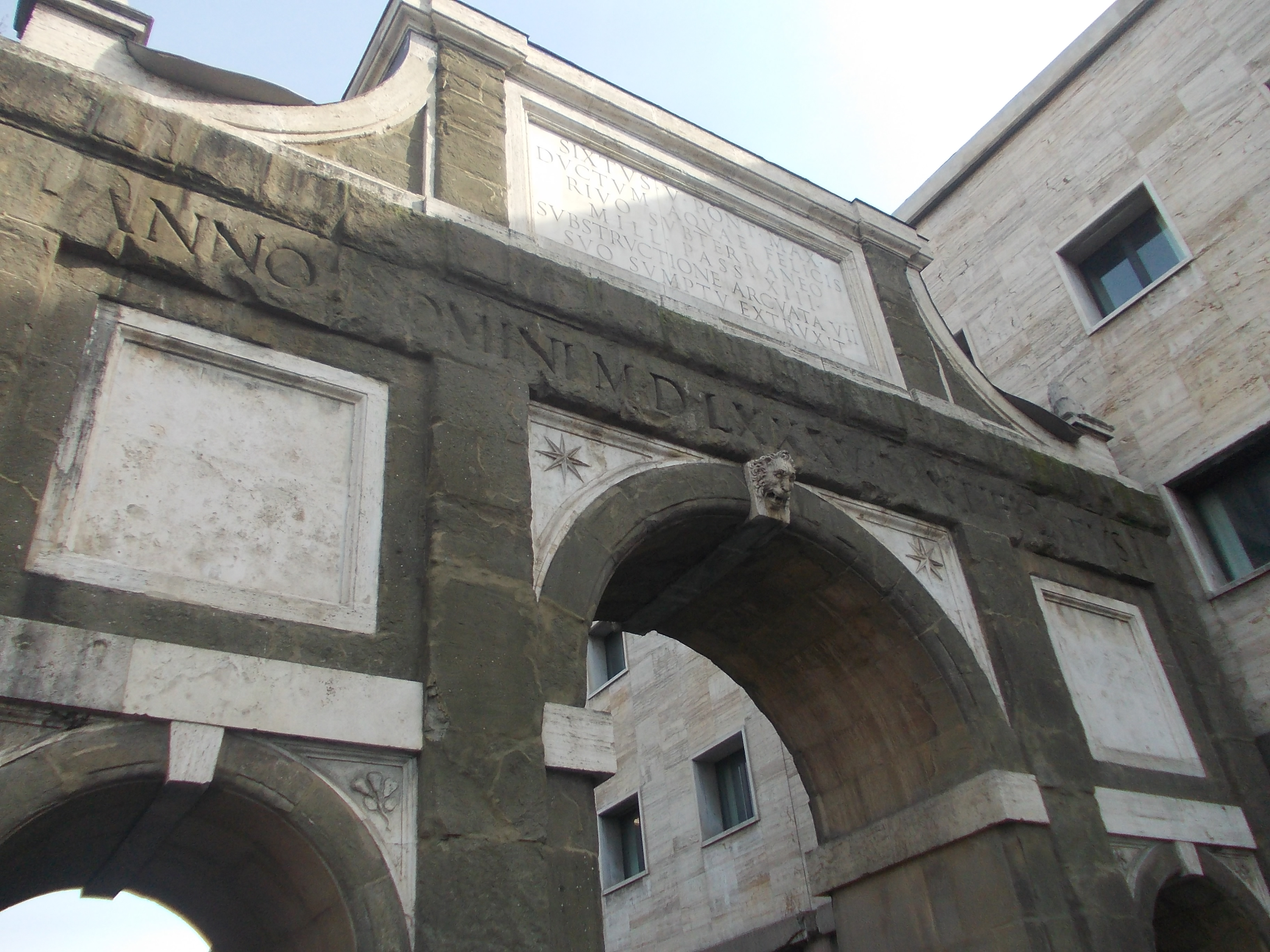
La parte superiore dell'arco rivolta verso piazzale Sisto V
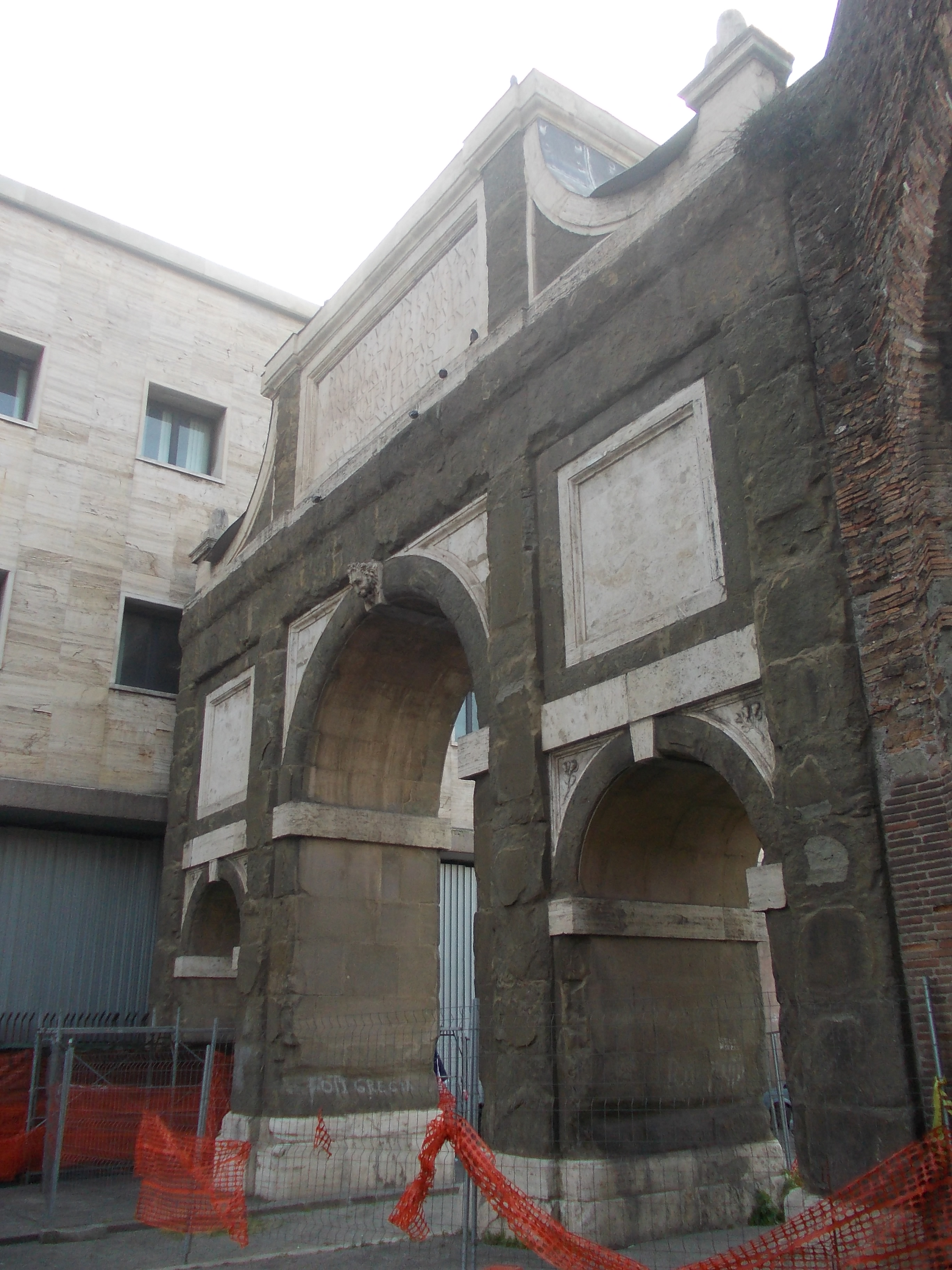
Scorcio dell'arco rivolto verso via di Porta S.Lorenzo